# 科罗拉达湖
科罗拉达湖（西班牙語：Laguna Colorada）也称红湖，是玻利维亚西南阿尔蒂普拉诺高原上的一座浅水盐湖，湖中沉积有大量硼砂，湖水中的藻类又使得湖水呈现粉红色，形成了红白相间的奇特景观。

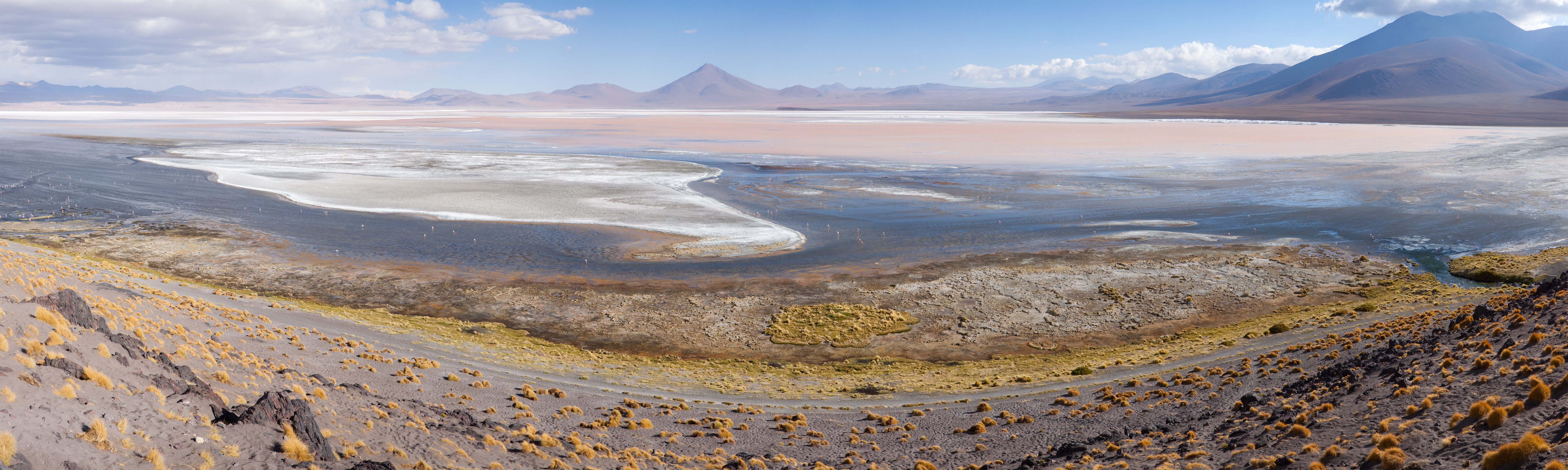